# Мальчишки ехали на фронт
«Мальчи́шки е́хали на фронт» — советский художественный фильм о Великой Отечественной войне, снятый в 1975 году режиссёром Валентином Козачковым.

## Сюжет
Осень 1943 года. Великая Отечественная война. В одном из тыловых городов создаётся училище, которое готовит будущих токарей. Здесь обучаются токарному ремеслу и выполняют работу находящиеся в эвакуации подростки, которые потеряли во время войны своих родителей. Своим отважным и самоотверженным трудом мальчишки оказывают неоценимую помощь фронту…

## В ролях
- Петя Черкашин — Шура Клочко, «Шуруп», одессит
- Вова Лютый — Сенька Климчук
- Дима Пасынков — Лёнька Гусев
- Саша Костюченко — Сашка Черепанов
- Евгений Рыбаков — Женька
- Сергей Яковлев — Кондрат Кондратович Перевалов, директор завода
- Андрей Праченко — Андрей Иванович Сизых, рабочий, учитель детей токарному делу
- Олег Корчиков — Чижов, гвардии капитан, который искал сына
- Зинаида Дехтярёва — Александра Викентьевна, учительница
- Александра Данилова — тётя Маша
- Степан Крылов — Степаныч, рабочий сборочного цеха
- Аркадий Свидерский — лейтенант, присутствующий на отправке военного эшелона
- В.Яблочкин
- Игорь Старков — рабочий сборочного цеха, одетый в тельняшку
- Олег Де-Рибас
- Ян Куничер
- Миша Синельный
- Вова Колесов
- Игорь Молдаван
- Юра Сахневич
- Игорь Яковенко
- Валерий Колодяжный
- Валерий Бжезицкий
- Сережа Дарий
- Алёша Рожнев
- Олег Пожарчук
- Толя Келбас
- Юра Пеотровский
- Вова Карпуленко
- Ваня Расторгуев
- Андрей Зай

### Озвучивание
- Леонид Утёсов — исполнение песни

## Съёмочная группа
- Автор сценария: Иван Воробьёв
- Режиссёр: Валентин Козачков
- Оператор: Леонид Бурлака
- Художники:
  - Лариса Токарева
  - Евгения Лиодт
- Композитор: Евгений Стихин

## Технические данные
- Производство: Одесская киностудия
- Художественный фильм, односерийный, телевизионный, чёрно-белый